# Didier Nurdin
 (mars 2025).
Motif : Sources centrées et neutres ? Notoriété encyclopédique ?
- Archive Wikiwix
- Bing
- Cairn
- DuckDuckGo
- E. Universalis
- Gallica
- Google
- G. Books
- G. News
- G. Scholar
- Persée
- Qwant
- (zh) Baidu
- (ru) Yandex
- (wd) trouver des œuvres sur Wikidata

| 1. | Préciser le motif de la pose du bandeau. | Précisez le motif de la pose du bandeau en utilisant la syntaxe suivante : {{admissibilité à vérifier\|date=avril 2025\|motif=remplacez ce texte par le motif}}                    |
| 2. | Informer les utilisateurs concernés.     | Pensez à avertir le créateur de l'article, par exemple, en insérant le code ci-dessous sur sa page de discussion : {{subst:avertissement admissibilité à vérifier\|Didier Nurdin}} |

Didier Nurdin, né en 1965 et mort le 27 novembre 2023 à Châteauvilain (Isère), est un pongiste français.

## Biographie
Il obtient un baccaulauréat scientifique mention bien à dix-sept ans, tout en se consacrant au tennis de table. Il choisit cependant de rejoindre l’INSEP.
Il évolue à l'ASPTT Vesoul et à l'EM Vesoul. Par la suite, il joue à Paris et évolue notamment à l'US Kremlin-Bicêtre et à l'AS Messine.
Il remporte en 1988 avec Levallois la coupe d'Europe Nancy-Evans.
Le 27 novembre 2023, à 58 ans, son corps est retrouvé avec sa femme Isabelle dans leur maison incendiée à Châteauvilain, en Isère. Leur fils de quinze ans nommé Valentin avoua les avoir tués, puis avoir mis le feu à la maison,.

## Palmarès
Le palmarès de Nurdin comprend plusieurs titres et podiums nationaux, :
1983
- Médaille d'or Équipe - Championnat de France Superdivision

1985
- Médaille de bronze Double - Championnat de France

1987
- Médaille de bronze Double - Championnat de France
- Médaille d'argent Double Mixte - Championnat de France
- Médaille de bronze Simple - Championnat de France

1988
- Médaille d'argent Double - Championnat de France
- Médaille d'or Équipe - coupe d'Europe Nancy-Evans
- Médaille d'or Équipe - Championnat de France Superdivision

1989
- Médaille de bronze Double - Championnat de France
- Médaille de bronze Simple - Championnat de France

1990
- Médaille de bronze Double - Championnat de France